# Barbourmeade
Barbourmeade est une ville située dans le comté de Jefferson, dans l’État du Kentucky, aux États-Unis. Sa population s’élevait à 1 218 habitants lors du recensement de 2010, estimée à 1 256 habitants en 2016. Barbourmeade fait partie de l’agglomération de Louisville.